# Вансбру (община)
Община Вансбру (на шведски: Vansbro kommun) е разположена в лен Даларна, централна Швеция с обща площ 1667 km2 и население 6730 души (към 31 декември 2013). Административен център е град Вансбру.